# Comuna Jovtneve, Konotop
Jovtneve (în ucraineană Жовтневе) este o comună în raionul Konotop, regiunea Sumî, Ucraina, formată din satele Jovtneve (reședința) și Kapitanivka.

## Demografie
Componența lingvistică a comunei Jovtneve
     Ucraineană (98,83%)
     Alte limbi (0,91%)
Conform recensământului din 2001, majoritatea populației comunei Jovtneve era vorbitoare de ucraineană (98,83%), existând în minoritate și vorbitori de alte limbi.